# Leonid Iwanow
Leonid Iwanow (russisch Леонид Иванов, engl. Transkription Leonid Ivanov; * 25. August 1937 in Saporischschja, Ukraine) ist ein ehemaliger kirgisischer Langstreckenläufer, der für die Sowjetunion startete.
1962 wurde er bei den Leichtathletik-Europameisterschaften in Belgrad Sechster über 10.000 m, und 1963 siegte er bei der Universiade über 5000 m.
Bei den Olympischen Spielen 1964 in Tokio kam er über 10.000 m auf den fünften Platz.
1965 wurde er Sowjetischer Meister über 5000 m, 1963 und 1965 über 10.000 m.

## Persönliche Bestzeiten
- 5000 m: 13:49,2 min, 15. August 1963, Moskau
- 10.000 m: 28:29,8 min, 31. Juli 1965, Kiew